# Gelis albopilosus
Gelis albopilosus är en stekelart som beskrevs av Schwarz 2002. Gelis albopilosus ingår i släktet Gelis och familjen brokparasitsteklar. Inga underarter finns listade i Catalogue of Life.